# فيكتور رويز (لاعب كرة قدم مواليد 1989)
فيكتور رويز (بالإسبانية: Víctor Ruiz Torre) (مواليد 25 يناير 1989 في برشلونة - إسبانيا) لاعب كرة قدم إسباني كان يلعب لصالح نادي الدرجة الأولى إسبانيول الإسباني منذ 2008 حتى عام 2011 حيت انتقل إلى نادي نابولي في مركز قلب الدفاع، ويلعب الآن لصالح نادي فالنسيا.

## روابط خارجية
- فيكتور رويز على موقع الاتحاد الأوربي (الإنجليزية)
- فيكتور رويز على موقع اتحاد تركيا (لاعب) (الإنجليزية)
- فيكتور رويز على موقع قاعدة بيانات كرة القدم.إي يو (الإنجليزية)
- فيكتور رويز على موقع ليكيب (الفرنسية)
- فيكتور رويز على موقع Soccerbase.com (لاعب) (الإنجليزية)
- فيكتور رويز على موقع Soccerway.com (الإنجليزية)
- فيكتور رويز على موقع عالم كرة القدم.نت (الإنجليزية)
- فيكتور رويز على موقع كووورة
- فيكتور رويز على موقع أوليمبيديا (الإنجليزية)
- فيكتور رويز على موقع AS.com (الإسبانية)